# Траоре, Рокиа
Ро́киа Траоре́ (род. 26 января 1974, Колокани) — певица из Мали, гитаристка и автор песен, исполнительница африканской этнической музыки; основатель культурно-просветительского фонда Fondation Passerelle.

## Биография
Рокиа родилась в семье дипломата и с раннего детства путешествовала с родителями по всему миру; жила в Алжире, Саудовской Аравии, Франции, Бельгии. Окончила лицей в Мали и стала выступать, будучи ещё студенткой в Бамако. Получила музыкальное образование в Бельгии.
В 2009 году Рокиа основала культурно-просветительский фонд Fondation Passerelle.

## Творчество
Творчество Рокии Траоре основано на песенной традиции народа бамбара, и большинство своих песен она исполняет на баманском языке — это второй государственный язык Мали помимо французского.

## Гастроли

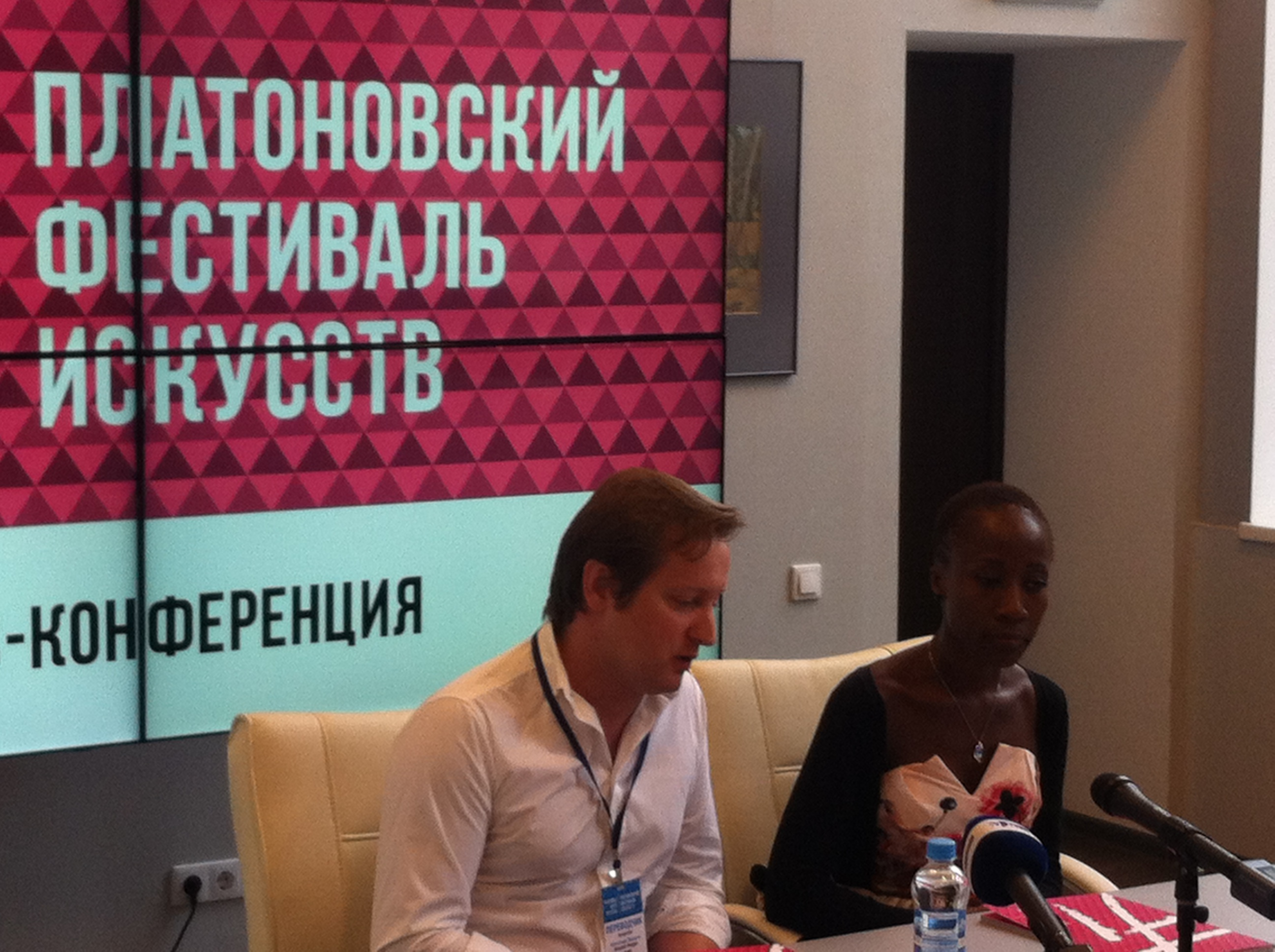
Пресс-конференция Рокии в воронежском Доме журналистов

Гастрольная деятельность Рокии была отмечена премией «Африканское открытие» в 1997 году. В 2013 году она дала порядка 60 концертов в нескольких столицах мира: в Риме, Осло, Любляне и Лондоне, провела турне по Австралии, Канаде и США.
10 июня 2014 года состоялся первый концерт Рокии в России, в Воронеже, в рамках Платоновского фестиваля искусств. Певица представила в столице Черноземья свой свежий альбом «Прекрасная Африка» (Beautiful Africa, 2013), вошедший, по версии канадской корпорации СВС в список лучших альбомов 2013 года. Волонтерскую поддержку исполнительнице фольклорной музыки в ходе концертного визита оказал культурно-просветительский Фонд Хованского. На пресс-конференции в воронежском Доме журналистов Рокиа призналась, что считает себя послом африканской культуры во всем мире и полагает своей миссией — развеять негативные стереотипы об Африке и африканцах и показать своим слушателям красоту разных культур.

## Награды
- Radio France Internationale prize «African Discovery» (1997)
- BBC Radio 3 World Music Award (2003)

Рокиа — лауреат премии Министерства культуры Франции «Victoires de la Musique».

## Дискография
- Mouneïssa (1998)
- Wanita (2000)
- Bowmboï (2003)
- Tchamantché (2008)
- Beautiful Africa (2013)
- Né So (2016)